# Châteauneuf-Val-Saint-Donat
Pour les articles homonymes, voir Châteauneuf.
Châteauneuf-Val-Saint-Donat (Chastèunòu de la Vau de Sant Donat, en occitan) est une commune française située dans le département des Alpes-de-Haute-Provence en région Provence-Alpes-Côte d'Azur.
Elle est située au pied de la montagne de Lure, dans une vallée parallèle à la vallée de la Durance, à proximité du parc naturel régional du Luberon. Le territoire est montagneux, bien que situé sous 1 500 mètres. Il présente un fort ensoleillement et un patrimoine bâti typique de cette partie de la Provence, avec des jas et des bories (gîtes, cabanes en pierre sèche) ; mais également de nombreuses ruines, dont l'ancien village. Malgré un fort exode rural, la commune a gardé des activités locales (agriculture notamment élevage d'agneau, culture d'oliviers), et a connu une importante croissance démographique durant la deuxième moitié du XXe siècle, dépassant les 500 habitants.
Le nom de ses habitants est Chabannais,.

## Géographie

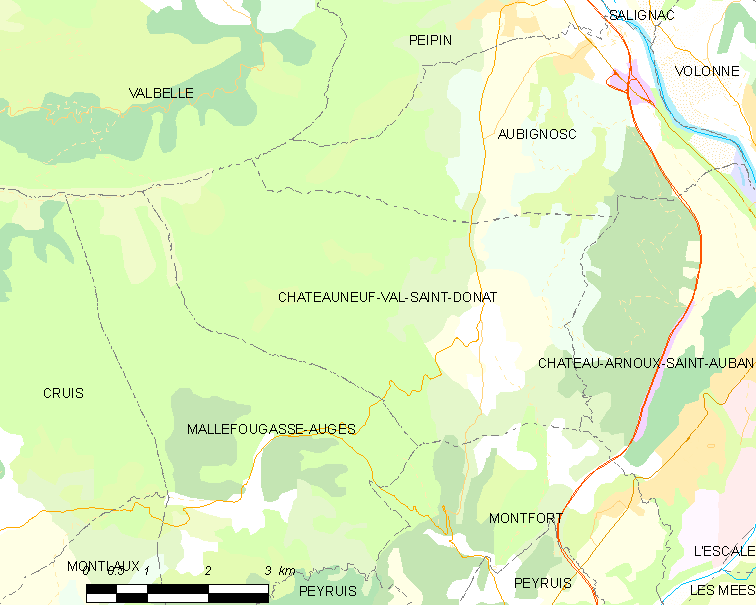
Châteauneuf-Val-Saint-Donat et les communes voisines (Cliquez sur la carte pour accéder à une grande carte avec la légende).

Les communes limitrophes de Châteauneuf-Val-Saint-Donat sont Aubignosc, Château-Arnoux-Saint-Auban, Montfort, Mallefougasse-Augès et Valbelle.

### Topographie

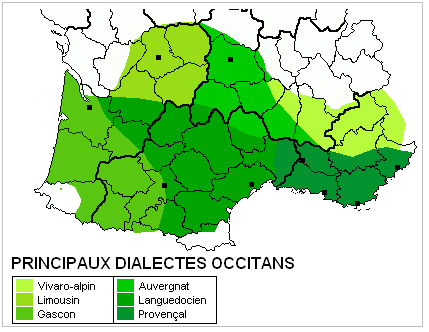
La montagne de Lure, frontière linguistique entre le provençal et le vivaro-alpin

Le territoire de la commune occupe sur les contreforts orientaux de la montagne de Lure. Le village des Chabannes, chef-lieu de la commune, est situé à 464 m d’altitude, dans une vallée parallèle à celle de la Durance.
L'altitude varie sur le territoire communal de 480 mètres, en limite sud-est (ravin de Chabrières), à 1 458 mètres. L'ouest du territoire correspond à l'est de la chaine de la montagne de Lure. Son sommet est à 1 826 mètres, entre Cruis et Noyers-sur-Jabron ; elle correspondait autrefois à une frontière linguistique entre deux variétés de la langue occitane). Le pas de Jean-Richaud (1 416 m), en limite nord-ouest, est une crête de la chaine de la montagne de Lure.

### Géologie

Massif des Alpes et localisation des Baronnies et des Préalpes de Digne.

Le territoire se situe en limite est des Baronnies, sur des formations calcaires provençales du Jurassique supérieur et du Crétacé inférieur (roches sédimentaires issues d'un ancien océan alpin), entre plusieurs formations géologiques majeures des Alpes :
- les Baronnies ;
- la nappe de Digne à l'est[6], au niveau du lobe de Valavoire[7] : il s'agit d'une nappe de charriage, c'est-à-dire d'une dalle épaisse de près de 5 000 m qui s'est déplacée vers le sud-ouest durant l'Oligocène et la fin de la formation des Alpes. Les lobes (ou écailles) correspondent à la bordure découpée à l'ouest de la nappe ;
- la faille de la Durance au sud-ouest, dans la vallée ;
- le Plateau de Valensole au sud-est : bassin molassique du Miocène et du Pliocène composé de roches sédimentaires détritiques (dépôts liés à l'érosion des montagnes apparues à l'Oligocène).

### Climat
Pour des articles plus généraux, voir Climat de Provence-Alpes-Côte d'Azur et Climat des Alpes-de-Haute-Provence.
En 2010, le climat de la commune est de type climat méditerranéen altéré, selon une étude du Centre national de la recherche scientifique s'appuyant sur une série de données couvrant la période 1971-2000. En 2020, Météo-France publie une typologie des climats de la France métropolitaine dans laquelle la commune est exposée à un climat de montagne ou de marges de montagne et est dans la région climatique Alpes du sud, caractérisée par une pluviométrie annuelle de 850 à 1 000 mm, minimale en été.
Pour la période 1971-2000, la température annuelle moyenne est de 12 °C, avec une amplitude thermique annuelle de 17,3 °C. Le cumul annuel moyen de précipitations est de 862 mm, avec 6,4 jours de précipitations en janvier et 4,1 jours en juillet. Pour la période 1991-2020, la température moyenne annuelle observée sur la station météorologique de Météo-France la plus proche, « Saint-Auban », sur la commune de Château-Arnoux-Saint-Auban à 5 km à vol d'oiseau, est de 13,4 °C et le cumul annuel moyen de précipitations est de 714,2 mm. 
La température maximale relevée sur cette station est de 42,2 °C, atteinte le 28 juin 2019 ; la température minimale est de −13,4 °C, atteinte le 10 janvier 1985,,.
Les paramètres climatiques de la commune ont été estimés pour le milieu du siècle (2041-2070) selon différents scénarios d'émission de gaz à effet de serre à partir des nouvelles projections climatiques de référence DRIAS-2020. Ils sont consultables sur un site dédié publié par Météo-France en novembre 2022.

### Environnement
La commune compte 454 ha de bois et forêts, soit 21 % de sa superficie.

### Occupation des sols
L'habitat se trouve dans la vallée, sous la forme d'un hameau, Chabannes, et de plusieurs bâtis ou groupes de bâtis nommés jas : les Jas, le jas des bides, le jas de l'Amagnon, le jas de Péguier, le jas de Martel. Des jas sont également présents à l'ouest au-dessus de 900 mètres, dans les pentes de la montagne : jas des Provens, de Vial, de Mathieu, de Glacière. On retrouve également le terme de borie ou borys (exploitation rurale ou cabane en pierre sèche), entre 600 et 800 mètres : bory haute, basse, vieille, d'Emile, de Barbarin, de Mathieu. Certains jas et bories sont en ruines.

### Transports
Les routes départementales RD 801 et RD 951 desservent la commune. L'autoroute A 51 Val de Durance passe au-delà de la limite est, dans la vallée de la Durance.
Les gares SNCF les plus proches sont celles de Château-Arnoux-Saint-Auban à 5,3 km et Sisteron à 11 km ; toutes les deux sont sur la ligne de Lyon à Marseille via Grenoble.
Distance des grandes villes françaises
L'orientation et la localisation de Châteauneuf-Val-Saint-Donat par rapport à quelques grandes villes françaises sont données dans le tableau suivant. Distance à vol d'oiseau :
| Ville                | Marseille  | Nice         | Montpellier  | Lyon       | Toulouse   | Strasbourg   | Bordeaux   | Paris      | Nantes       | Rennes       | Lille      |
| Distance Orientation | 100 km (S) | 114 km (S-E) | 175 km (S-O) | 205 km (N) | 366 km (O) | 518 km (N-E) | 526 km (O) | 599 km (N) | 682 km (N-O) | 738 km (N-0) | 760 km (N) |

### Risques naturels et technologiques
Aucune des 200 communes du département n'est en zone de risque sismique nul. Le canton de Volonne auquel appartient Aiglun est en zone 1b (risque faible) selon la classification déterministe de 1991, basée sur les séismes historiques, et en zone 4 (risque moyen) selon la classification probabiliste EC8 de 2011. La commune d’Aiglun est également exposée à trois autres risques naturels :
- feu de forêt ;
- inondation ;
- mouvement de terrain : la commune est presque entièrement concernée par un aléa moyen à fort[17].

La commune est également exposée aux risques technologiques :
- risque industriel lié à la proximité des usines Arkema de Saint-Auban[18] ;
- risque lié au transports de matières dangereuses par canalisation. Il s’agit de la canalisation Transalpes qui sert à acheminer de l’éthylène et qui traverse la commune[19].

Il n’existe pas de plan de prévention des risques naturels prévisibles (PPR) pour la commune, ni de Dicrim., mais la commune est incluse dans le Plan particulier d'intervention de l’usine Arkema.
La commune a été l’objet de plusieurs arrêtés de catastrophe naturelle, en 1994 et en 2009 pour des inondations et des coulées de boue.

## Urbanisme

### Typologie
Au 1er janvier 2024, Châteauneuf-Val-Saint-Donat est catégorisée commune rurale à habitat dispersé, selon la nouvelle grille communale de densité à 7 niveaux définie par l'Insee en 2022.
Elle est située hors unité urbaine. Par ailleurs la commune fait partie de l'aire d'attraction de Sisteron, dont elle est une commune de la couronne,. Cette aire, qui regroupe 21 communes, est catégorisée dans les aires de moins de 50 000 habitants,.

### Occupation des sols
L'occupation des sols de la commune, telle qu'elle ressort de la base de données européenne d’occupation biophysique des sols Corine Land Cover (CLC), est marquée par l'importance des forêts et milieux semi-naturels (85,2 % en 2018), en diminution par rapport à 1990 (86,8 %). La répartition détaillée en 2018 est la suivante : 
forêts (50,2 %), milieux à végétation arbustive et/ou herbacée (24,7 %), espaces ouverts, sans ou avec peu de végétation (10,3 %), terres arables (9,4 %), zones agricoles hétérogènes (2,9 %), zones urbanisées (2,6 %).
L'évolution de l’occupation des sols de la commune et de ses infrastructures peut être observée sur les différentes représentations cartographiques du territoire : la carte de Cassini (XVIIIe siècle), la carte d'état-major (1820-1866) et les cartes ou photos aériennes de l'IGN pour la période actuelle (1950 à aujourd'hui).

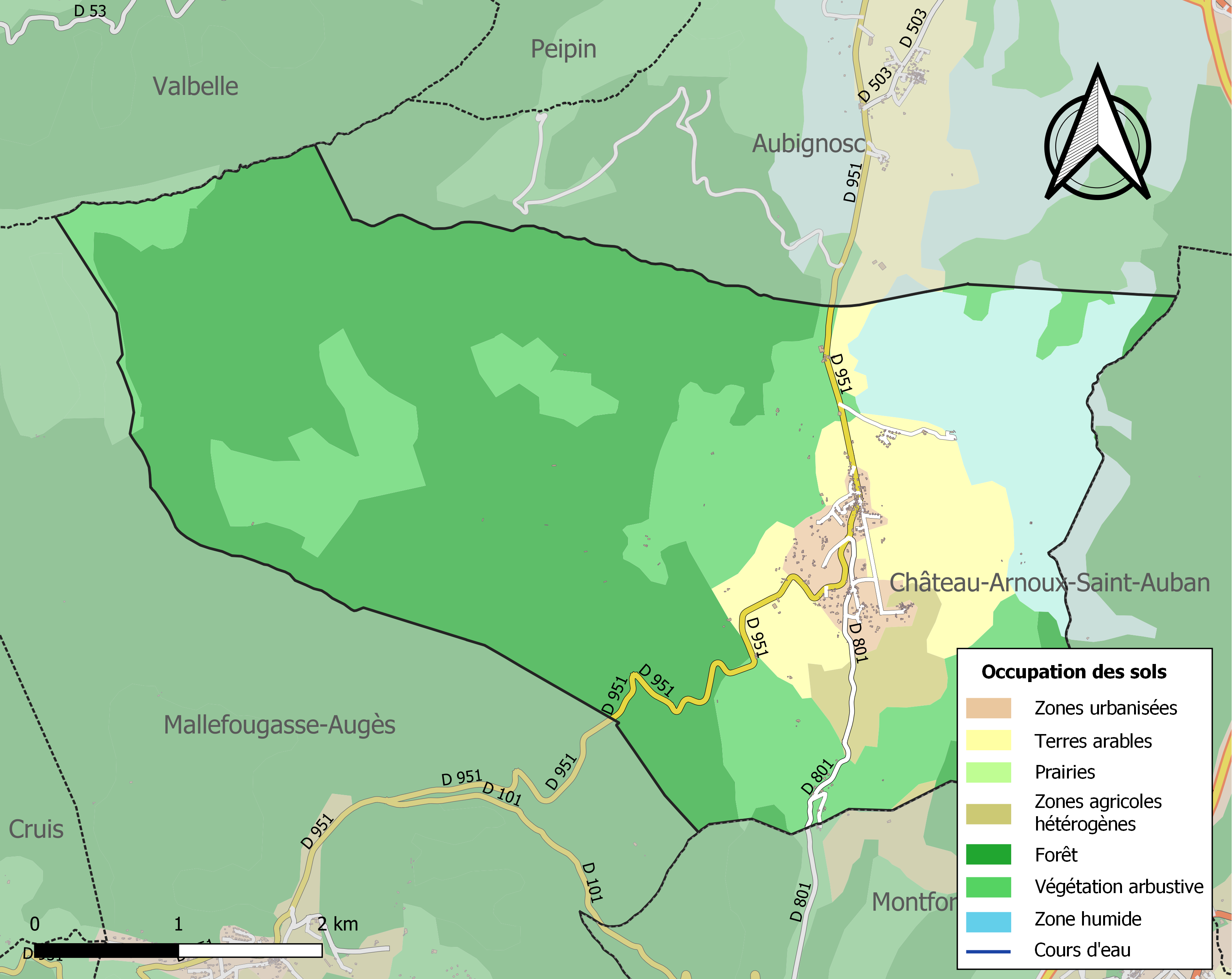
Carte de l'occupation des sols de la commune en 2018 (CLC).

## Toponymie
Selon Ernest Nègre, la localité de Châteauneuf apparaît pour la première fois dans les textes en 1143.
Son extension Val-Saint-Donat fait référence à saint Donat qui avait installé son ermitage dans le vallon du Mardaric au VIe siècle.
Le nom des habitants de Châteauneuf-Val-Saint-Donat est Chabannais. Le sobriquet traditionnel est Estubassats, ce qui signifie « les Enfumés » en occitan.

## Histoire
Dans l’Antiquité, le territoire de la commune faisait partie de celui des Sogiontiques (Sogiontii), qui peuplent la montagne de Lure, en étant fédérés aux Voconces. Après la Conquête, ils sont rattachés avec eux à la province romaine de Narbonnaise. Au IIe siècle, ce peuple est détaché des Voconces et forme une civitas distincte, avec pour capitale Segustero (Sisteron).
Le territoire de l’actuelle commune était traversé par la voie domitienne.
Alors que le sud-est de la Gaule était une terre burgonde, le roi des Ostrogoths Théodoric le Grand fait la conquête de la région entre la Durance, le Rhône et l’Isère en 510. La commune dépend donc brièvement à nouveau de l’Italie, jusqu’en 526. En effet, pour se réconcilier avec le roi burgonde Gondemar III, la régente ostrogothe Amalasonthe lui rend ce territoire.
Le 29 juin 1220, les accords de Meyrargues sont signés entre Guillaume de Sabran et Raymond Bérenger IV de Provence, au sujet du comté de Forcalquier qu'ils se disputaient. Le nord du comté, de Forcalquier incluse jusqu'au Buëch alla au comte de Provence, moins quelques enclaves comme Châteauneuf qui resta à Guillaume de Sabran.
La localité apparaît pour la première fois dans les chartes en 1237, sous le nom de Castrum novum vallis sancti Donati, qui devient ensuite Châteauneuf-le-Charbonnier. Le vieux village est abandonné après la fin du Moyen Âge et l’habitat se disperse.
Au Moyen Âge, les églises de Châteauneuf et de Val-Saint-Donat dépendaient de l’abbaye de Cruis, qui percevait les revenus attachés à ces églises jusqu’à ce qu’elle soit rattachée à la mense capitulaire de Digne. La communauté relevait de la viguerie de Sisteron. Les seigneurs de Châteauneuf sont les Glandevès au XVIe siècle, puis les Joannis, et enfin les Meyronnet à partir du XVIIe siècle. Le fief est érigé en marquisat pour Paul de Meyronnet en 1727,.
Durant la Révolution, la commune compte une société patriotique, créée après la fin de 1792. Pour suivre le décret de la Convention du 25 vendémiaire an II invitant les communes ayant des noms pouvant rappeler les souvenirs de la royauté, de la féodalité ou des superstitions, à les remplacer par d'autres dénominations, la commune change de nom pour Beauvent-de-Lure. Enfin, en 1793, le château est mis aux enchères pour démolition .
Le coup d'État du 2 décembre 1851 commis par Louis-Napoléon Bonaparte contre la Deuxième République provoque un soulèvement armé dans les Basses-Alpes, en défense de la Constitution. Après l’échec de l’insurrection, une sévère répression poursuit ceux qui se sont levés pour défendre la République : 7 habitants de Châteauneuf-Val-Saint-Donat sont traduits devant la commission mixte, la peine la plus courante étant la déportation en Algérie.
Comme de nombreuses communes du département, Châteauneuf-Val-Saint-Donat se dote d’une école bien avant les lois Jules Ferry : en 1863, elle en possède déjà une qui dispense une instruction primaire aux garçons, au chef-lieu. La loi Falloux (1851), qui impose l’ouverture d’une école de filles aux communes de plus de 800 habitants, ne concerne pas la commune. La première loi Duruy (1867), qui abaisse ce seuil à 500 habitants, n’oblige pas non plus Châteauneuf-Val-Saint-Donat à instruire les filles, mais la commune ouvre tout de même une école de filles avant 1873. La commune profite des subventions de la deuxième loi Duruy (1877) pour construire une école neuve.
Comme toute la France, la commune compte des hommes morts au front durant la Première Guerre mondiale. Un exode rural massif se produit de plus durant un siècle, de 1841 à 1954. La population est ainsi quasiment divisée par 4, passant de 441 à 125 habitants.
Durant la Seconde Guerre mondiale, le département est occupé par l'Italie en 1942-1943, puis par l'Allemagne nazie jusqu'en août 1944. Un maquis se forme à Châteauneuf-Val-Saint-Donat. Il s’établit dans les montagnes et mène deux actions malgré le manque d’armes. Au début de juin 1944, il attaque la garnison allemande de l’usine de Château-Arnoux-Saint-Auban. Le maquis est alors rejoint par des ouvriers de l’usine. Le 18 juin, le maquis est dissous : ne restent qu’une quarantaine de résistants, qui s’installent à la borie de Mathieu. Après la défaite du maquis du Vercors, les défenses sont renforcées Le 21 juillet, lors de l’attaque de la garnison de Sisteron par les FFI, le maquis de Châteauneuf attaque des renforts allemands sur la route nationale 85 au nord de Peipin.
Le débarquement de Provence ainsi que différents bombardements permettent une libération rapide de la zone.
Jusqu’au milieu du XXe siècle, la vigne était cultivée à Châteauneuf-Val-Saint-Donat. Le vin produit, de qualité médiocre, était destiné à l’autoconsommation. Cette culture est aujourd’hui abandonnée.
La commune retrouve une croissance démographique jusque dans les années 2000, où elle atteint 513 habitants en 2006.

## Politique et administration

### Administration municipale
De par sa taille, la commune dispose d'un conseil municipal de 11 membres (article L2121-2 du Code général des collectivités territoriales). Lors du scrutin de 2008, il y eut deux tours (cinq élus au premier tour et six au second). Michel Flament d’Assigny a été élu conseiller municipal au premier tour avec le quatrième total de 202 voix, soit 52,88 % des suffrages exprimés. La participation a été de 91,39 %. Il a ensuite été élu maire par le conseil municipal.

### Liste des maires
L'élection du maire est la grande innovation de la Révolution de 1789. De 1790 à 1795, les maires sont élus au suffrage censitaire pour 2 ans. De 1795 à 1800, il n’y a pas de maires, la commune se contente de désigner un agent municipal qui est délégué à la municipalité de canton.
En 1799-1800, le Consulat revient sur l'élection des maires, qui sont désormais nommés par le pouvoir central. Ce système est conservé par les régimes suivants, à l'exception de la Deuxième République (1848-1851). Après avoir conservé le système autoritaire, la Troisième République libéralise par la loi du 5 avril 1884 l'administration des communes : le conseil municipal, élu au suffrage universel, élit le maire en son sein.
| Période                                  | Période                     | Identité                 | Étiquette | Qualité |
| ---------------------------------------- | --------------------------- | ------------------------ | --------- | ------- |
| mai 1945                                 |                             | Clément Rolland          |           |         |
|                                          |                             |                          |           |         |
|                                          | juin 1995                   | Raoul Martinet           | DVD       |         |
| juin 1995,                               | En cours (au 17 avril 2014) | Michel Flamen-d'Assigny, | UMP-LR    |         |
| Les données manquantes sont à compléter. |                             |                          |           |         |

### Intercommunalité
Châteauneuf-Val-Saint-Donat fait partie:
- de 2005 à 2017, de la communauté de communes Lure-Vançon-Durance ;
- depuis le 1er janvier 2017, de la communauté de communes Jabron Lure Vançon Durance.

### Instances administratives et juridiques
Châteauneuf-Val-Saint-Donat est une des neuf communes de l'ancien canton de Volonne qui totalisait 11 886 habitants en 2012. Le canton a fait partie de l’arrondissement de Sisteron du 17 février 1800 au 10 septembre 1926, date de son rattachement à l'arrondissement de Forcalquier, et de la deuxième circonscription des Alpes-de-Haute-Provence. Châteauneuf-Val-Saint-Donat a fait partie du canton de Volonne de 1793 à 2015 ; à la suite du redécoupage des cantons du département, la commune est rattachée au canton de Château-Arnoux-Saint-Auban.
Châteauneuf-Val-Saint-Donat fait partie des juridictions d’instance de Forcalquier, de la prud'homale de Manosque, et de grande instance de Digne-les-Bains.

### Fiscalité
| Taxe                                        | Part communale | Part intercommunale | Part départementale | Part régionale |
| ------------------------------------------- | -------------- | ------------------- | ------------------- | -------------- |
| Taxe d'habitation                           | 6,08 %         | 0,00 %              | 5,53 %              | 0,00 %         |
| Taxe foncière sur les propriétés bâties     | 8,82 %         | 0,00 %              | 14,49 %             | 2,36 %         |
| Taxe foncière sur les propriétés non bâties | 38,59 %        | 0,00 %              | 47,16 %             | 8,85 %         |
| Taxe professionnelle                        | 0,00 %         | 11,10 %             | 10,80 %             | 3,84 %         |

La part régionale de la taxe d'habitation n'est pas applicable.
La taxe professionnelle est remplacée en 2010 par la cotisation foncière des entreprises (CFE) portant sur la valeur locative des biens immobiliers et par la contribution sur la valeur ajoutée des entreprises (CVAE) (les deux formant la contribution économique territoriale (CET) qui est un impôt local instauré par la loi de finances pour 2010).

## Population et société

### Démographie
L'évolution du nombre d'habitants est connue à travers les recensements de la population effectués dans la commune depuis 1765. Pour les communes de moins de 10 000 habitants, une enquête de recensement portant sur toute la population est réalisée tous les cinq ans, les populations de référence des années intermédiaires étant quant à elles estimées par interpolation ou extrapolation. Pour la commune, le premier recensement exhaustif entrant dans le cadre du nouveau dispositif a été réalisé en 2006.
En 2022, la commune comptait 529 habitants, en évolution de +4,55 % par rapport à 2016 (Alpes-de-Haute-Provence : +2,84 %, France hors Mayotte : +2,11 %).
En 1471, la commune comptait 12 feux.
Comme de nombreuses communes du département, la commune a connu un exode rural. La commune a régulièrement perdu de la population entre 1841 et 1954, puis a connu une croissance importante, avec une population multipliée par trois en près de cinquante ans.
| 1765 | 1793 | 1800 | 1806 | 1821 | 1831 | 1836 | 1841 | 1846 |
| ---- | ---- | ---- | ---- | ---- | ---- | ---- | ---- | ---- |
| 414  | 420  | 426  | 442  | 368  | 399  | 407  | 441  | 432  |

| 1851 | 1856 | 1861 | 1866 | 1872 | 1876 | 1881 | 1886 | 1891 |
| ---- | ---- | ---- | ---- | ---- | ---- | ---- | ---- | ---- |
| 435  | 432  | 399  | 402  | 400  | 413  | 406  | 365  | 359  |

| 1896 | 1901 | 1906 | 1911 | 1921 | 1926 | 1931 | 1936 | 1946 |
| ---- | ---- | ---- | ---- | ---- | ---- | ---- | ---- | ---- |
| 342  | 296  | 297  | 251  | 206  | 191  | 169  | 150  | 131  |

| 1954 | 1962 | 1968 | 1975 | 1982 | 1990 | 1999 | 2006 | 2011 |
| ---- | ---- | ---- | ---- | ---- | ---- | ---- | ---- | ---- |
| 125  | 144  | 139  | 141  | 191  | 296  | 348  | 505  | 497  |

| 2016 | 2021 | 2022 | - | - | - | - | - | - |
| ---- | ---- | ---- | - | - | - | - | - | - |
| 506  | 516  | 529  | - | - | - | - | - | - |

L'histoire démographique de Châteauneuf-Val-Saint-Donat, après la saignée des XIVe et XVe siècles et le long mouvement de croissance jusqu'au début du XIXe siècle, est marquée par une période d'« étale » où la population reste relativement stable à un niveau élevé. Cette période dure presque tout le siècle, et s'interrompt en 1876. L'exode rural provoque ensuite un mouvement de recul démographique de longue durée. En 1921, la commune a perdu plus de la moitié de sa population par rapport au maximum historique de 1841. Le mouvement de baisse se poursuit jusqu'aux années 1960. Depuis, la croissance de la population a repris et a même permis à Châteauneuf-Val-Saint-Donat de connaître son plus haut historique au début du XXIe siècle.

### Enseignement
La commune dispose d’une école primaire publique,. Ensuite les élèves sont affectés au collège de la cité scolaire Paul Arène à Sisteron,. Ensuite les élèves poursuivent au Lycée de la cité scolaire Paul Arène à Sisteron.

### Santé
Il n'y a pas de médecin à Châteauneuf-Val-Saint-Donat, les plus proches sont à Château-Arnoux (4,6 km) ou à Peipin (4,7 km). Les trois pharmacies les plus proches sont aussi à Château-Arnoux.
Châteauneuf-Val-Saint-Donat dépend du centre hospitalier de Sisteron .

### Cultes
Châteauneuf-Val-Saint-Donat faisait partie du diocèse de Sisteron.

## Économie

### Aperçu général
En 2009, la population active s’élevait à 253 personnes, dont 20 chômeurs (19 fin 2011). Ces travailleurs sont majoritairement salariés (79 %) et travaillent majoritairement hors de la commune (83 %).

### Agriculture
Fin 2010, le secteur primaire (agriculture, sylviculture, pêche) comptait huit établissements agricoles actifs au sens de l’Insee (exploitants non-professionnels inclus), mais aucun emploi salarié.
Le nombre d’exploitations professionnelles, selon l’enquête Agreste du ministère de l’Agriculture, est de quatre seulement en 2010. Il était de sept en 2000, de 12 en 1988. Actuellement[Quand ?], ces exploitants sont essentiellement tournés vers l’élevage ovin et les grandes cultures. De 1988 à 2000, la surface agricole utile (SAU) a fortement augmenté, de 368 ha à 1 071 ha.
Les agriculteurs de la commune de Châteauneuf-Val-Saint-Donat ont droit à quatre labels appellation d'origine contrôlée (AOC), dont huile essentielle de lavande de Haute-Provence et banon, et à neuf labels indication géographique protégée (IGP) (petit épeautre, miel de Provence, agneau de Sisteron).
La culture de l’olivier est pratiquée dans la commune depuis des siècles, tout en étant limitée à des surfaces restreintes. Le terroir de la commune se situe en effet à la limite altitudinale de l’arbre, qui ne peut que difficilement être exploité au-delà des 650 mètres. L’oliveraie de Châteauneuf-Val-Saint-Donat occupait moins de 10 hectares au début du XIXe siècle, et compte actuellement plus d’un millier de pieds exploités. L’huile produite à partir des olives récoltées dans la commune bénéficie des AOC huile d’olive de Provence et huile d’olive de Haute-Provence.
Parmi ces labels, ceux concernant le vin (alpes-de-haute-provence (IGP) blanc, rouge et rosé et VDP de Méditerranée blanc, rouge et rosé) ne sont pas utilisés, la vigne n’étant pas cultivée pour une production commerciale dans la commune.

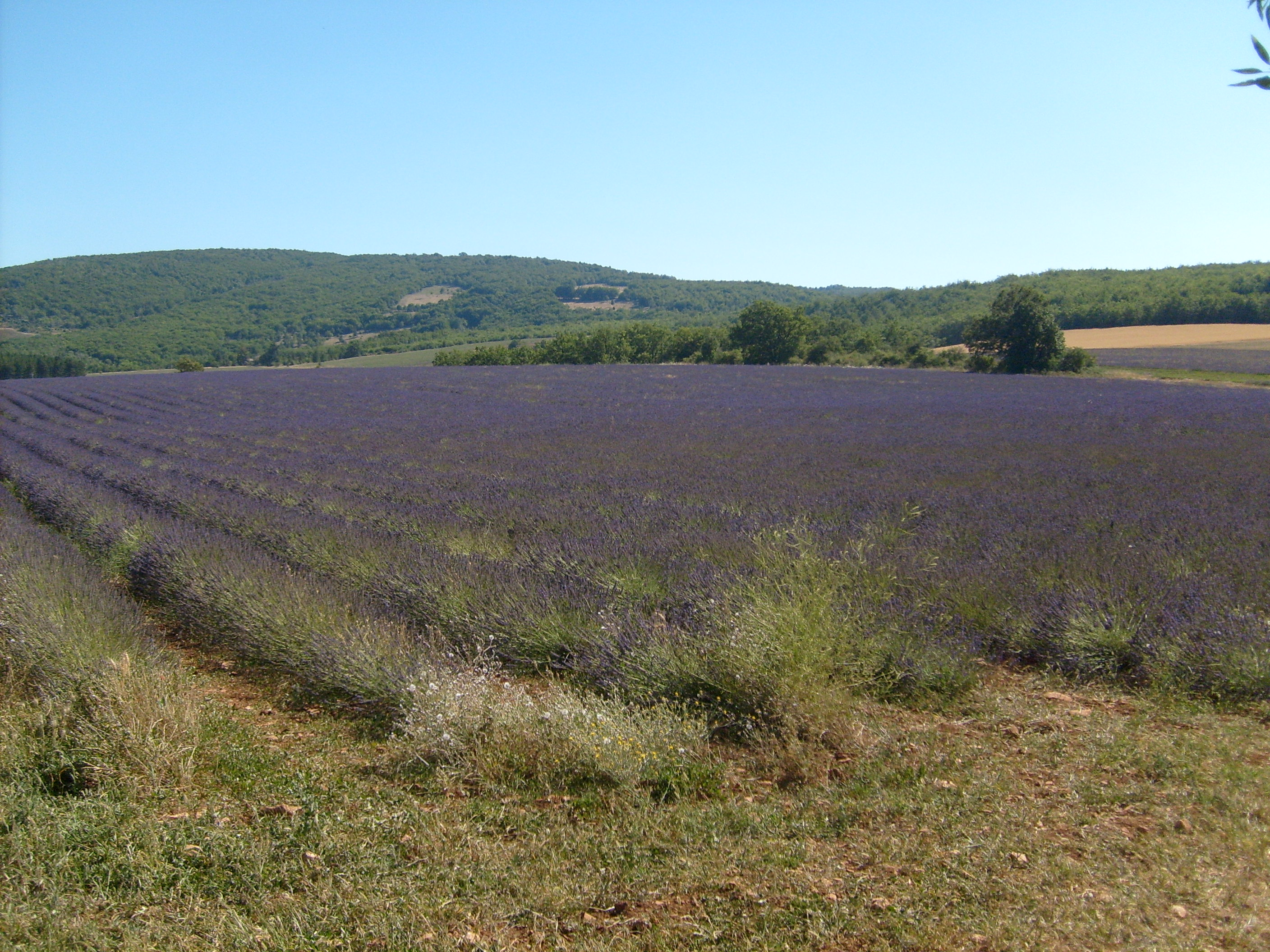
Champ de lavande sur le plateau d'Albion
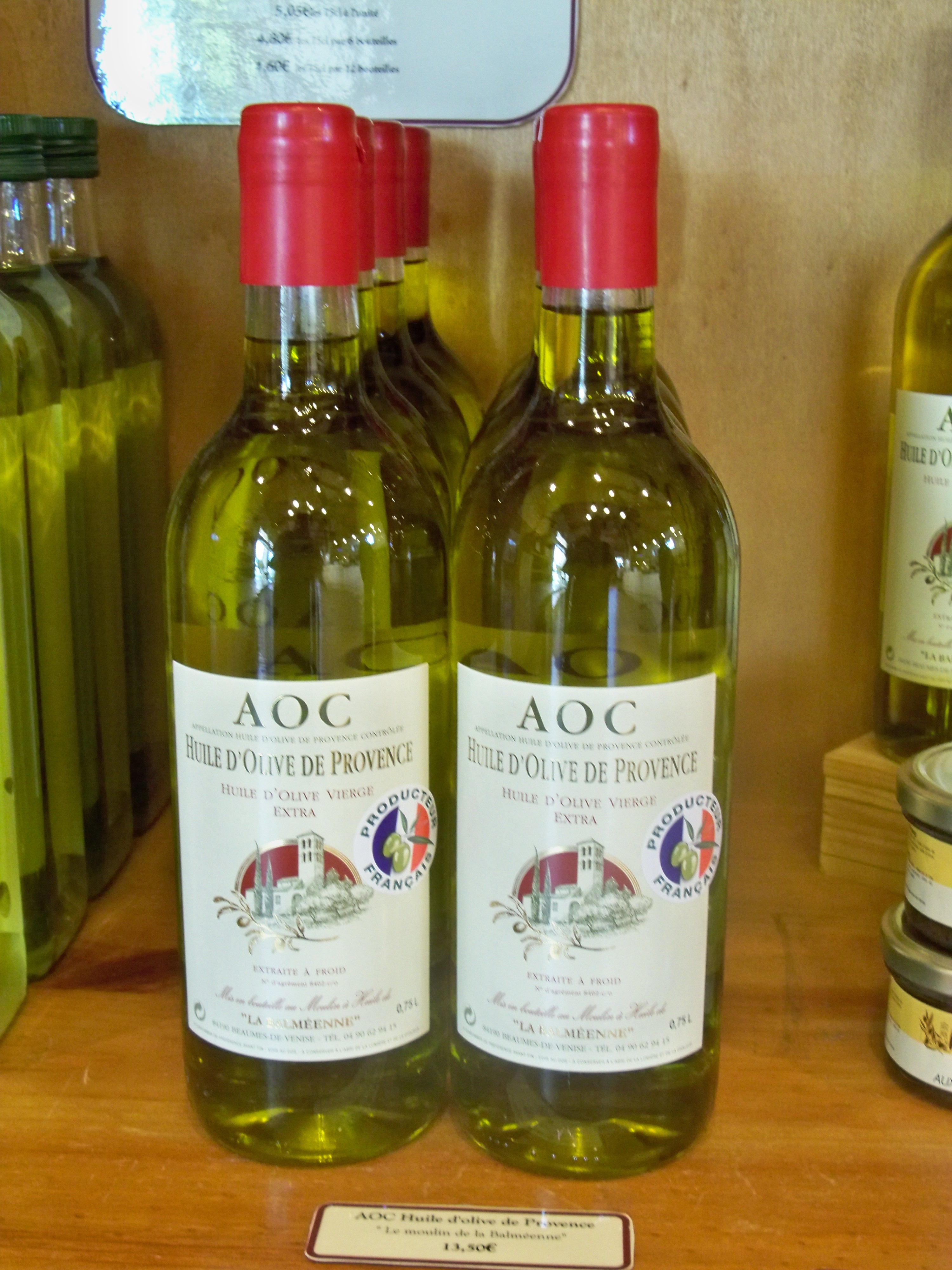
Huile de Provence AOC
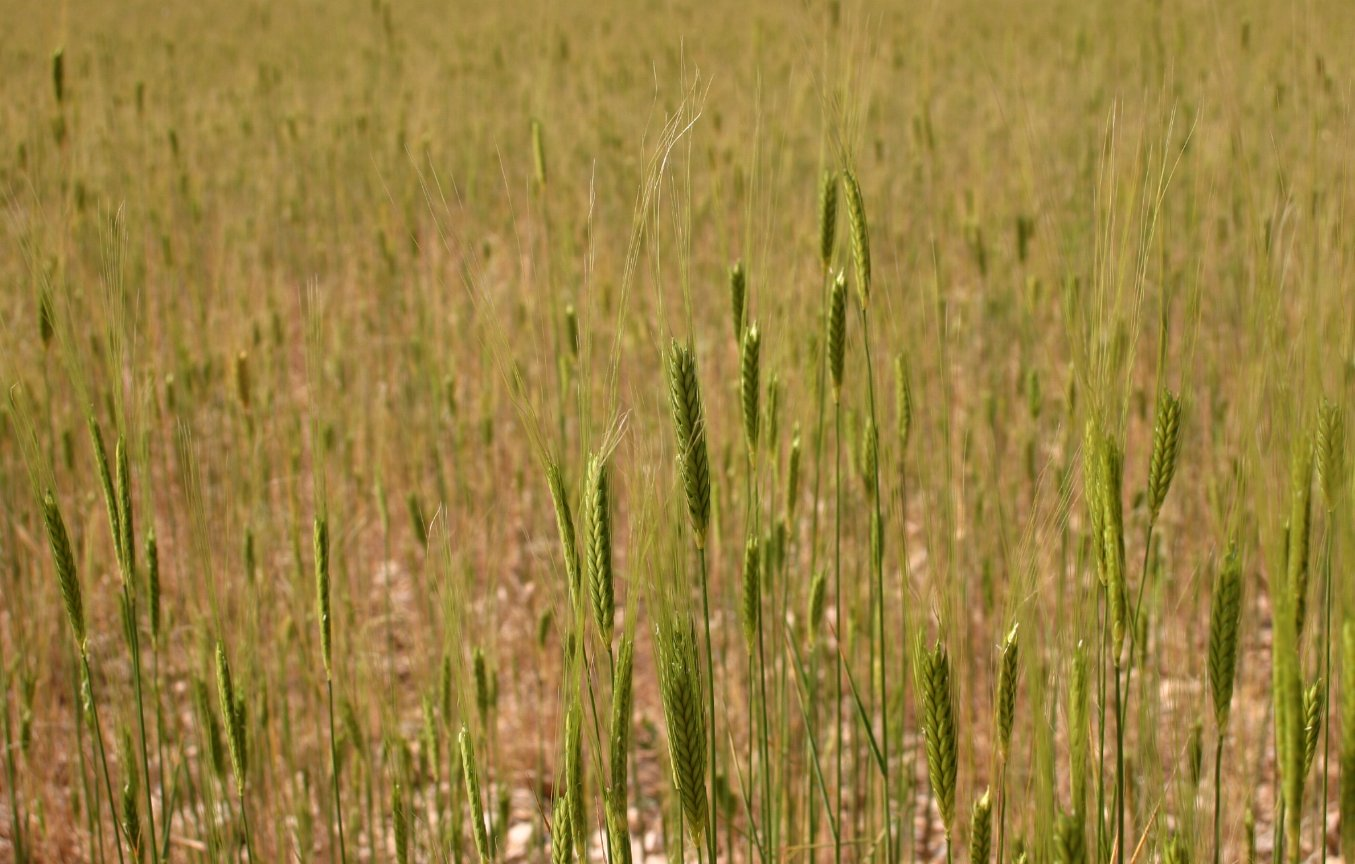
Petit épeautre sur le plateau d'Albion
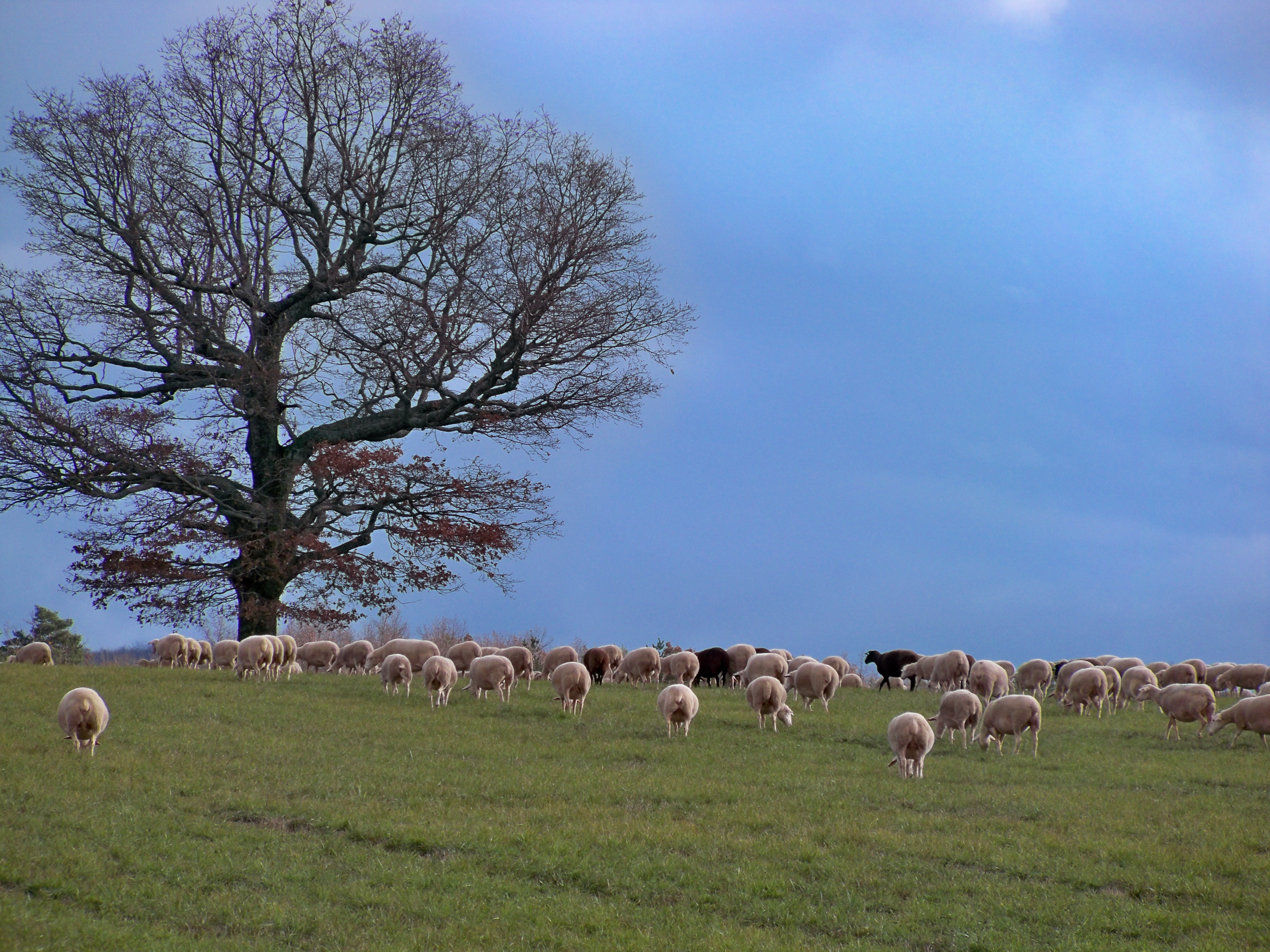
Troupeau ovin près de Revest-du-Bion
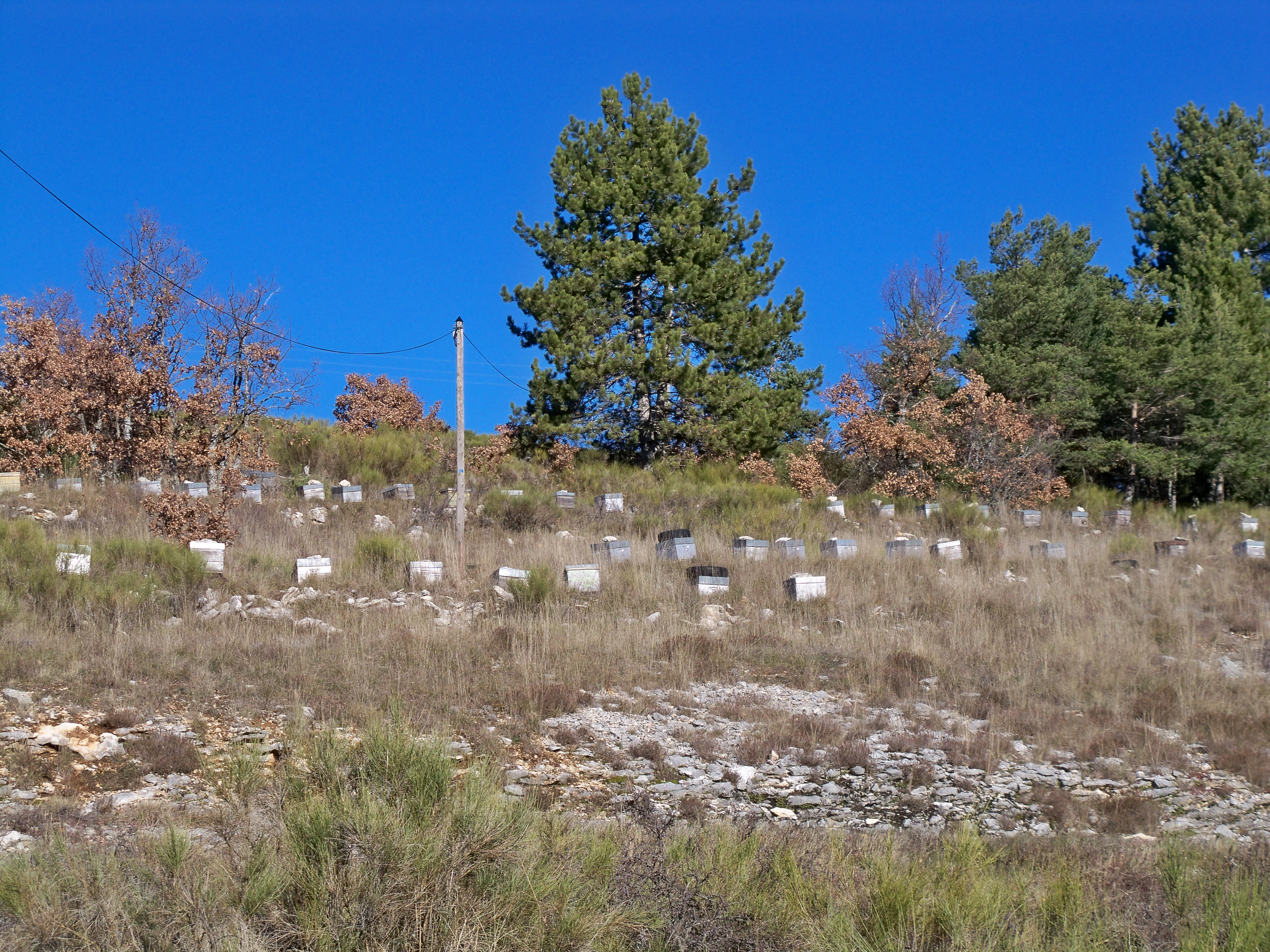
Ruches à la Combe du Pommier
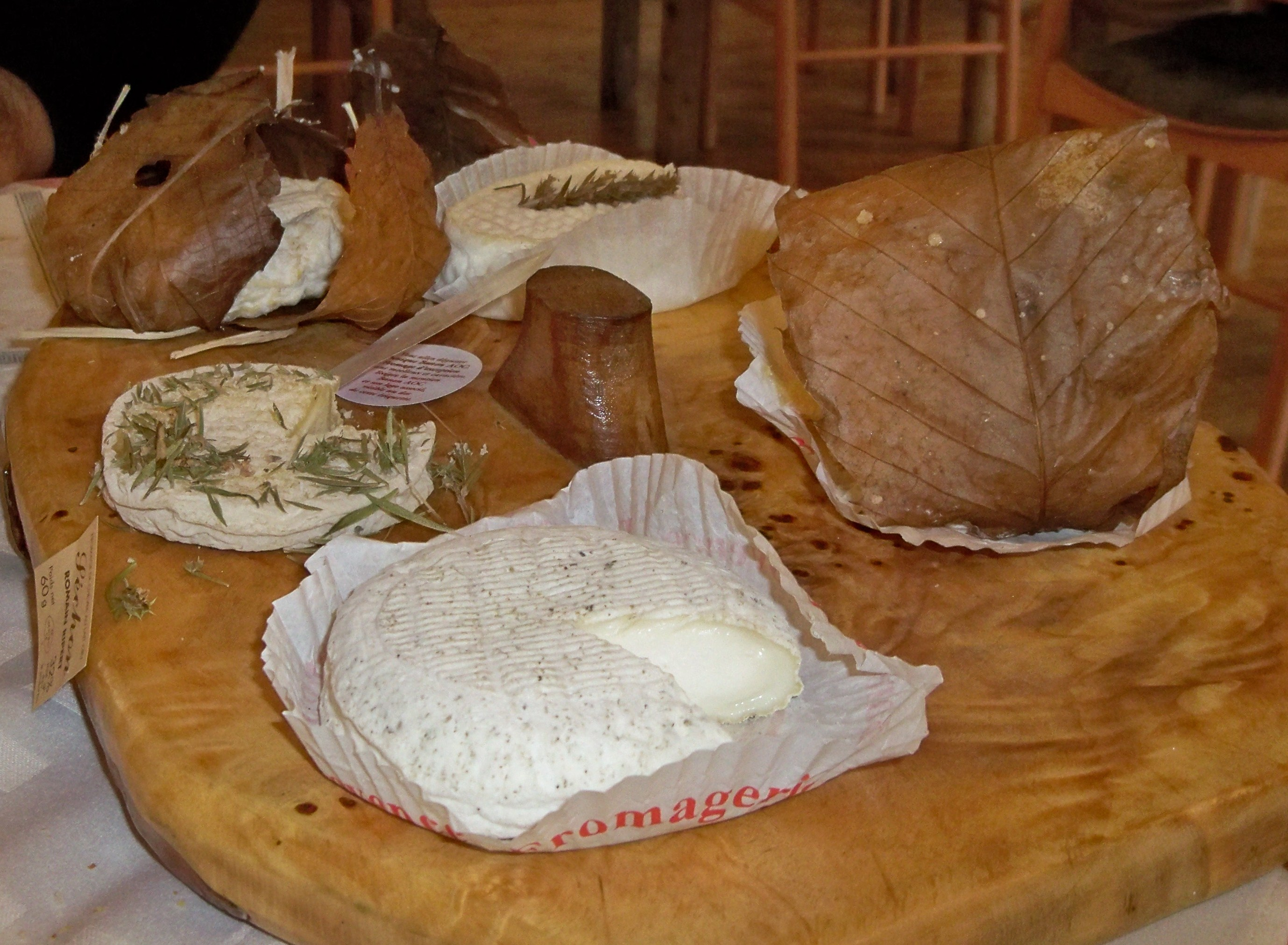
Plateau d'AOC Banon dans un restaurant de Revest-du-Bion

### Industrie
Fin 2010, le secteur secondaire (industrie et construction) comptait 15 établissements, employant 14 salariés.

### Activités de service
Fin 2010, le secteur tertiaire est le principal employeur (commerces, services) comptait 21 établissements (avec six emplois salariés), auxquels s’ajoutent les quatre établissements du secteur administratif (regroupé avec le secteur sanitaire et social et l’enseignement), salariant six personnes.
D'après l’Observatoire départemental du tourisme, la fonction touristique est peu importante pour la commune, avec moins d’un touriste accueilli par habitant, l’essentiel de la capacité d'hébergement étant non-marchande. Si la commune ne compte aucun hôtel ni aucun camping, plusieurs structures d’hébergement à finalité touristique existent néanmoins :
- plusieurs meublés[83] ;
- des chambres d’hôtes labellisées[84].

Les résidences secondaires apportent un complément à la capacité d’accueil : au nombre de 40, elles représentent 15 % des logements,.
Les commerces de la commune profitent de ce flux touristique, comme le café Le Beau Vent de Lure, qui porte le label Bistrot de pays. Il adhère à une charte dont le but est de « contribuer à la conservation et à l’animation du tissu économique et social en milieu rural par le maintien d’un lieu de vie du village ».

## Lieux et monuments

### Monuments et édifices religieux
L’église Notre-Dame-de-l’Étoile se trouve dans le village ruiné, et est elle-même en ruines : c’est un ancien prieuré du chapitre de Digne. L’abside était en cul-de-four . Elle a servi d’église paroissiale jusqu’au XVIIIe siècle.
L’église de l’Exaltation-de-la-Sainte-Croix date du XVIIIe siècle et se trouve au village.

#### chapelle Sainte-Madeleine
La chapelle Sainte-Madeleine, du XIIe siècle est isolée, à 3 km de Chabannes. Qualifiée de chef-d’œuvre, ce monument historique inscrit est construit en pierres de taille blanches, et se trouve actuellement au milieu de la forêt. Les murs épais (1,1 m) sont construits dans un appareil de taille moyenne mais régulier ; ils délimitent une nef rectangulaire à trois travées voûtées en berceau. Elle est réparée une première fois en 1675, et abrite des ermites de 1686 à 1792, avant d’être abandonnée ,,. En 1793, elle est vendue comme bien national.
Elle a été restaurée dans les années 1960-1970 : la voûte, qui n’était plus protégée par le toit, disparu, a été rejointoyée, recouverte d’une dalle de béton, et la couverture de lauzes entièrement refaite . Sa façade comporte un arc de décharge et un œil-de-bœuf en entonnoir.
- Chapelle Saint-Antoine de Châteauneuf Val-Saint-Donat.

Chapelle Sainte-Madeleine.
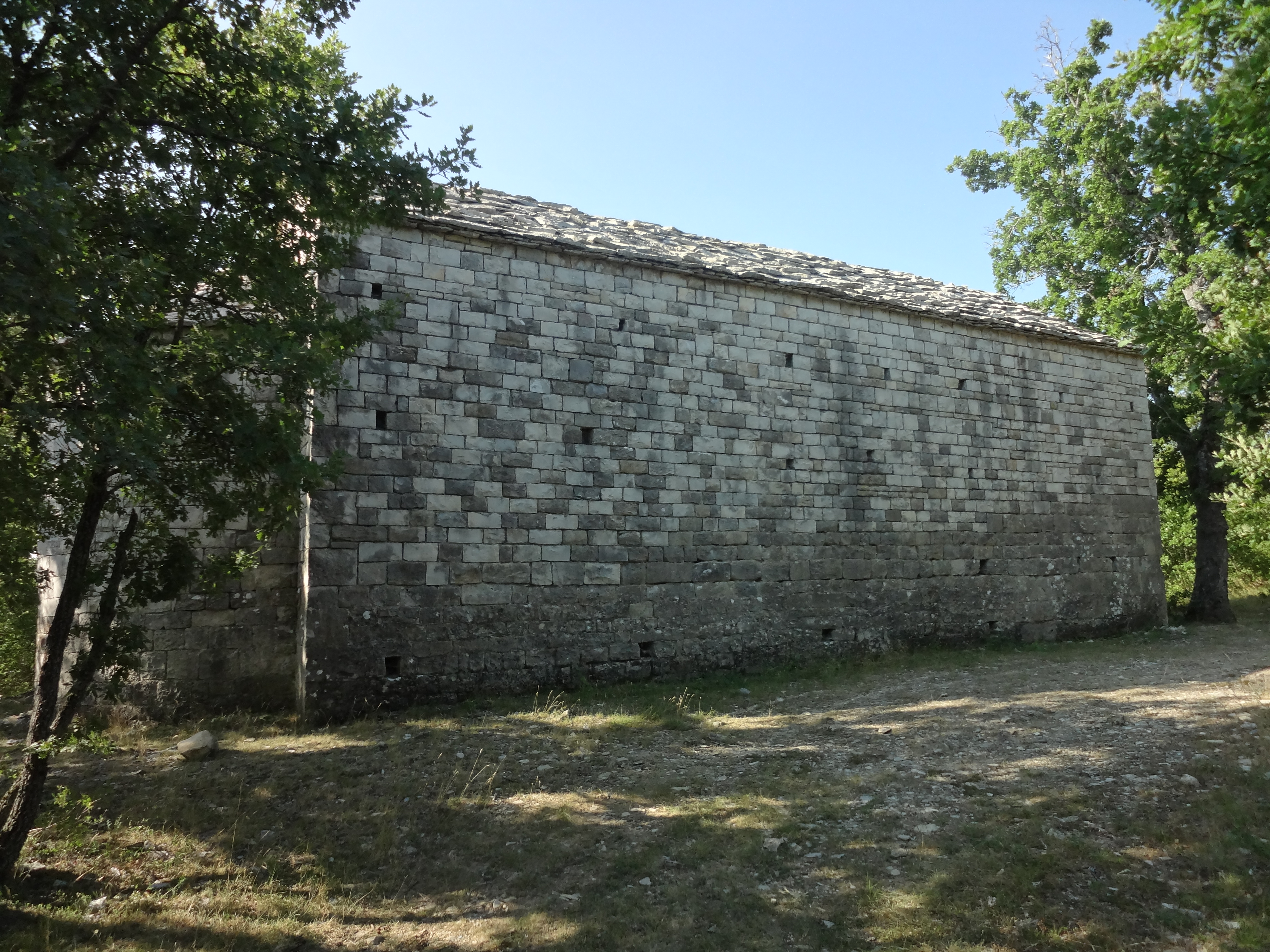
Mur nord de la chapelle Sainte-Madeleine.
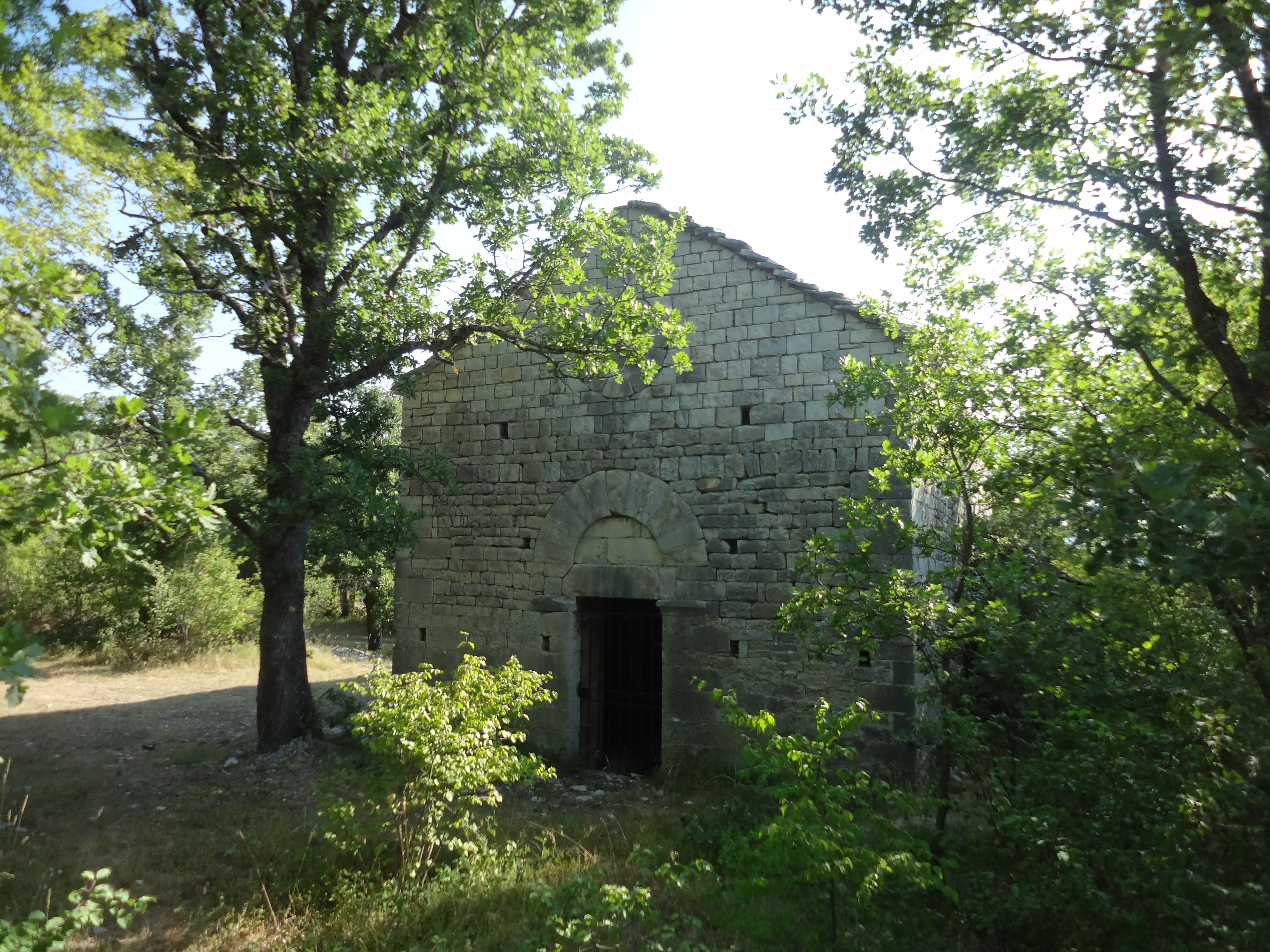
Façade de la chapelle Sainte-Madeleine.
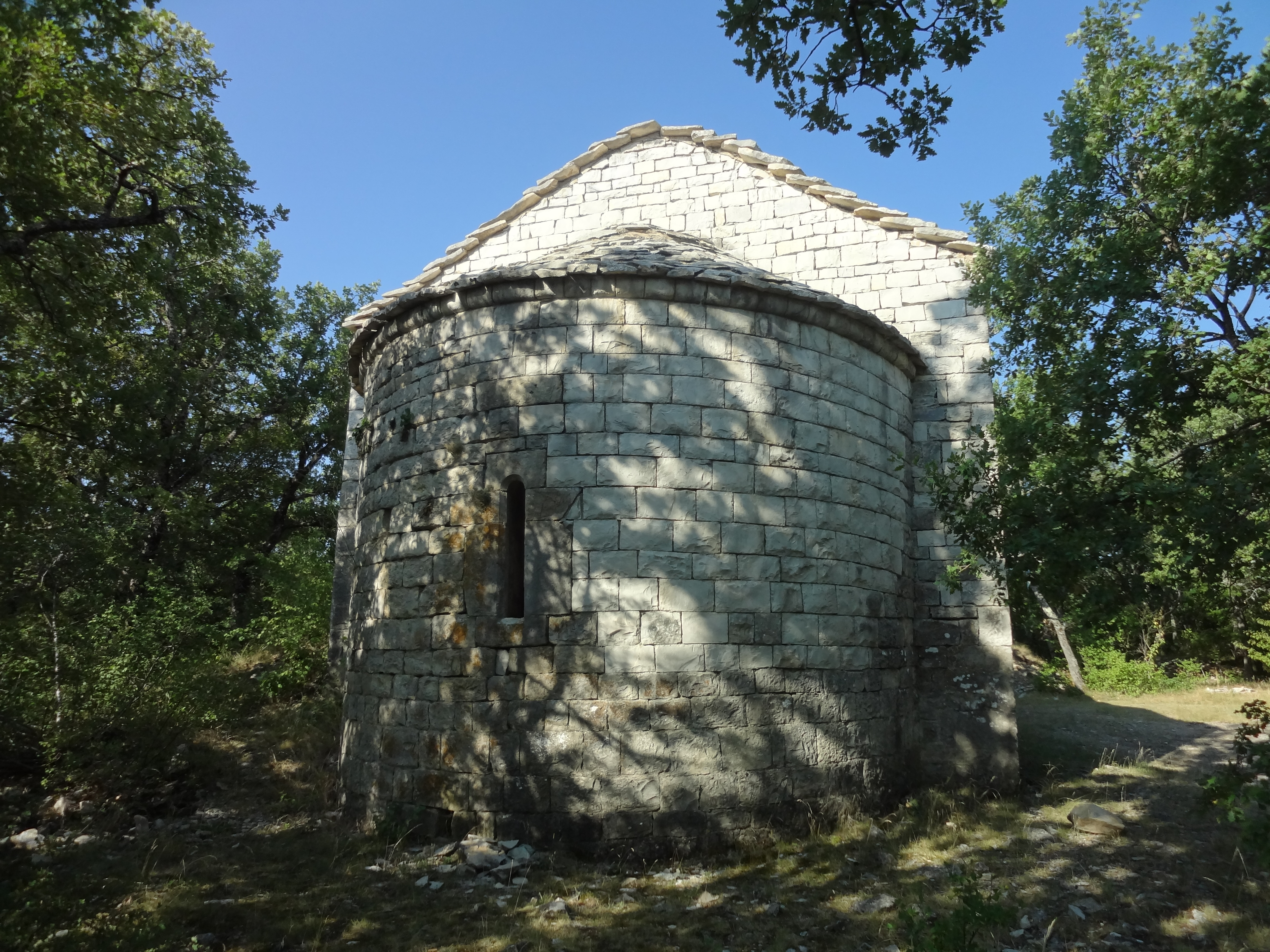
Abside de la chapelle Sainte-Madeleine.
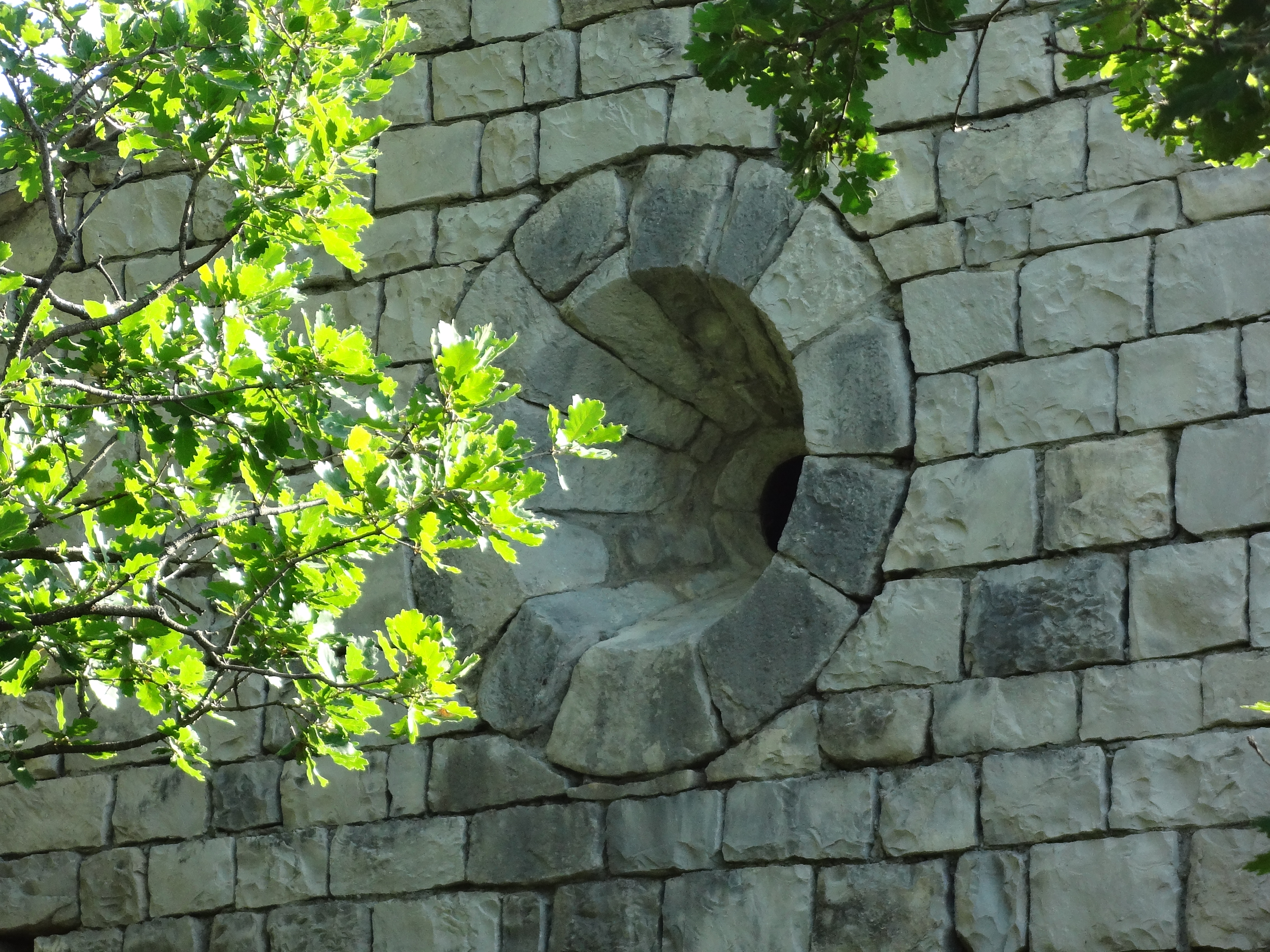
Chapelle Sainte-Madeleine : détail, l'œil-de-bœuf de la façade.

### Monuments et lieux civils
Il subsiste des portions de la route royale construite vers 1782 à la combe Saint-Donat, indiquée par erreur comme voie domitienne sur la carte IGN. Elle est située à proximité de Montfort, venant du Mardaric et allant jusqu’à Châteauneuf en escaladant la Louvière par son flanc sud (la voie domitienne passe le Mardaric au pont des Monges et continue en ligne droite),.
Le lavoir de Plaît-Dieu, au milieu de la campagne mais à proximité d’un établissement gallo-romain, a dû être construit dans la deuxième moitié du XIXe siècle. Il est doté d’une pierre allongée servant à essorer les draps.
Les ruines du château fort (il n’en reste que les soubassements, de la fin du XVe siècle et du début du XVIe siècle ), sont liées à l’enceinte de l’ancien village, lui-même en ruine .

## Personnalités liées à la commune
- Max Conchy (1911-1988) et Henri Conchy (1908-1992), frères et anciens joueurs de football amateur d'avant-guerre, qui on joué neuf saisons à l'Olympique de Marseille (ils ont gagné la Coupe de France 1935). Leur mère était Marthe Richaud.

## Héraldique
| Blason de Châteauneuf Val Saint Donat | Blasonnement : De gueules à un château de deux tours jointes par un entre-mur d'or, maçonné de sable, accompagné de trois roses d'argent, une en chef et deux en flancs, et en pointe d'un trèfle du même mouvant de deux palmes d'or. |